# L'Almúnia de Sant Joan
L'Almúnia de Sant Joan (en aragonès L'Almunia de Sant Chuan, en castellà i oficialment, La Almunia de San Juan) és un municipi aragonès situat a la comarca del Cinca Mitjà. Com indica el seu nom, havia format part de la comanda hospitalera de Montsó, de la castellania d'Amposta.

## Agermanaments
- Agonac